# Жоливе, Жан
Жан Жоливе (фр. Jean Jolivet; 9 января 1925, Сен-Клу — 8 марта 2018, Рюэй-Мальмезон) — французский философ и медиевист. Был авторитетом в области средневековой философии и почётным руководителем исследований в Практической школе высших исследований в Париже. Выступал содиректором серии публикаций «Этюды средневековой философии» (основанной Этьеном Жильсоном) для Философской библиотеки Врина. Жоливе был влиятельным наставником и соавтором профессора Константа Мьюса, особенно в отношении исследований, посвящённых Пьеру Абеляру.
В 1997 году в память о нём была опубликована книга под названием «Langages et philosophie. Hommage à Jean Jolivet» («Языки и философия: дань уважения Жану Жоливе»).

## Публикации
В числе публикаций Жоливе:
- Perspectives médiévales et arabes, Vrin, 2006
- Le siècle de saint Bernard et Abélard, Fayard, 1982
- La Théologie et les arabes, Editions du Cerf, 2002
- La Théologie d’Abélard, Editions du Cerf, 1997